# 胡兆森
胡兆森（1928年—2017年），男，浙江嘉善人，中华人民共和国政治人物。

## 生平
1951年毕业于上海交通大学机械系动力学专业，任鞍山钢铁公司技术员。1954年，当选第一届全国人民代表大会代表。历任国家科委局长。1986年，负责筹建国家自然科学基金委员会，任筹备组长，后调任国家自然科学基金委员会常务副主任。

## 家庭
胡兆森有四个儿子：胡鞍钢、胡包钢、胡本钢、胡红钢。